# GB18030
GB18030 - китайський урядовий стандарт  що описує вимоги щодо підтримки мови та наборів символів в КНР. На додачу до кодової сторінки GB18030 стандарт містить вимоги про те які шрифти повинні підтримуватись і т.п.